# 1237 w polityce

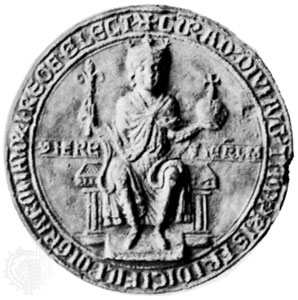
Pieczęć Konrada IV

Wydarzenia polityczne w 1237 roku.

## Wydarzenia
- Konrad IV Hohenstauf został królem Niemiec[1].
- Założenie Elbląga przez krzyżaków, którzy wznieśli tam zamek[2].
- Krzyżacy połączyli się z zakonem Kawalerów mieczowych[3][4][5].
- Mongołowie najechali Ruś zaleską[4].

## Zmarli
- Anna Maria węgierska, carowa bułgarska, żona Iwana Asena II[6].
- Teodor Gryfita, wojewoda krakowski.